# Organisation centrale des diplômés
L'Akademikernes Centralorganisation (AC - Organisation centrale des diplômés) est une organisation syndicale danoise s'adressant aux salariés diplômés de l'Enseignement supérieur.

## Histoire
Elle est fondée en 1972. Elle est affiliée à la Confédération européenne des syndicats, à la Confédération syndicale internationale et au Conseil des syndicats nordiques.